# 458년

## 연호
- 유송(劉宋) 대명(大明) 2년
- 북위(北魏) 태안(太安) 4년

## 기년
- 유송(劉宋) 효무제(孝武帝) 5년
- 북위(北魏) 문성제(文成帝) 7년
- 신라(新羅) 눌지 마립간(訥祗麻立干) 42년 / 자비 마립간(慈悲麻立干) 원년
- 고구려(高句麗) 장수왕(長壽王) 46년
- 백제(百濟) 개로왕(盖鹵王) 4년

## 사건
- 신라,  눌지 마립간 세상을 떠남.  그의 아들 자비가 왕의 자리에 오름.

## 사망
- 신라(新羅) 19대 왕 눌지 마립간(訥祗麻立干)